# Санкт-Петербурзький музей ляльок
Санкт-Петербурзький музей ляльок (рос. Петербургский музей кукол) — один з перших недержавних музеїв міста.

## Історія створення
Створенням нового музею опікувався Російський етнографічний музей, що став одною з перших недержавних установ у місті. В основу покладено декілька приватних збірок. Частка експонатів подарована музею або придбана у колекціонерів. Музей відкрився у 1998 р .

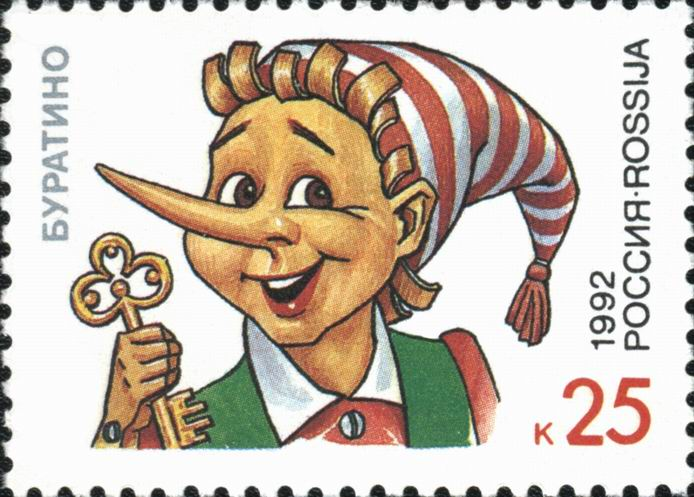
Поштова марка на честь Буратіно, 1992 р.

Постійна експозиція розташована у восьми залах за тематичними назвами:
- Вводна зала (аванзал)
- зала східно-слов'янської традиційної ляльки
- зала казок та літературних персонажів
- зала «Лісове царство»
- зала театральної кукли
- зала авторських ляльок
- зала ляльок тільки для дорослих тощо.

## Зала казок та літературних персонажів

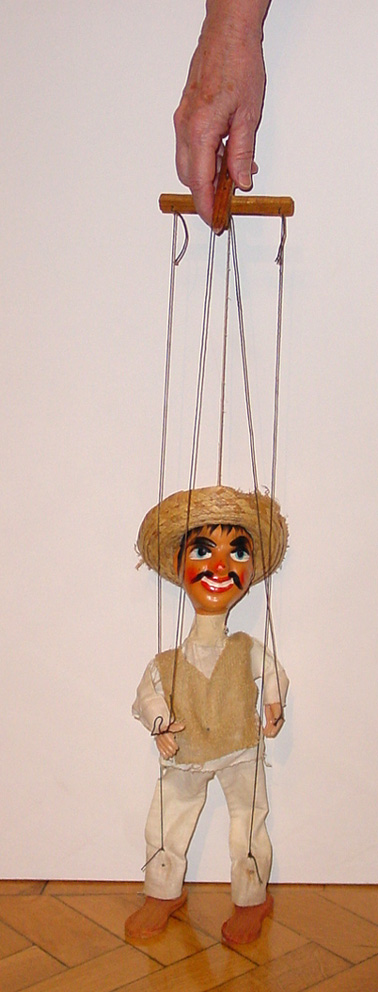
Зразок мексиканської ляльки маріонетки

Вже назва зали показує, що тут виставлено. Експонати виставлені за темаим — російські казки, казки країн Сходу, казки країн Західної Європи тощо. Серед ляльок — відомі персонажі казок Шарля Перро, братів Грим, Ханса Крістіана Андерсена.
Серед ляльок є зразки, виконані у різних матеріалах:
- дерево
- береста
- солома
- кераміка
- пап'є-маше
- текстиль
- порцеляна
- пластмаса
- сувенірні ляльки
- ляльки у національних костюмах
- механічні ляльки
- ляльки з електронними пристоями.

## Зала театральної кукли

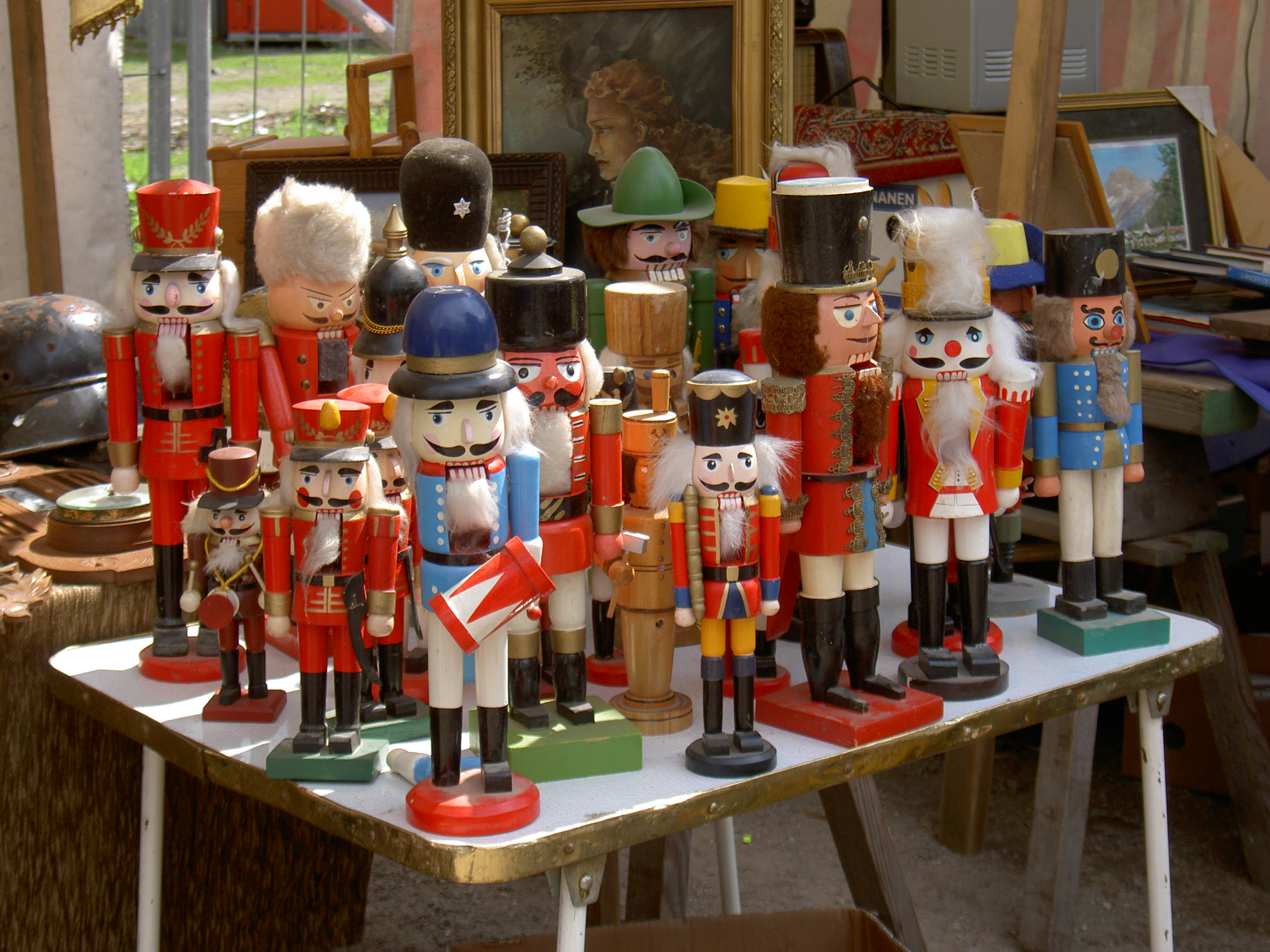
Лускунчики на різдвяному ярмарку у Німеччині.

Це одна з найцікавіших експозицій. Майже кожний ляльковий театр має старі чи антикварні театральні ляльки. Деякі вже не використовуються у виставах. Саме їх і передали у новий музейний заклад.
Іноді ляльковий персонаж ставав своєрідним уособленням цілого періоду — наприклад, Лускунчик, що став театральним і балетним героєм наприкінці 19 століття, а потім персонажем у кіно та в мільтфільмах. Частково його долю повторив Буратіно в 20 столітті.
Тут можна побачити усі різновиди театральних ляльок, серед яких:
- ляльки театру тіней
- маріонетки
- пальчикові ляльки
- ростові тощо.

Ляльки театру Петрушки 19 століття — найстаріші експонати в залі. Дещо незвичні ляльки, виготовлені Миколою Шалімовим у 1920-ті рр. в Москві. Це була спроба відійти від тематики доби царату і розпочати пошук нових форм та нових персонажів. Є кукла Чарлі Чаплін, є кукли років Ленінгадської блокади і повоєнної пори.
Серед нових експонатів — ляльки вертепу. Є й невеликий пересувний ляльковий театр — відтворення сучасних театральних художників. Експозиції доповнені панно з ляльками, театральними масками, виробами з текстилю.

## Зала ляльок тільки для дорослих
Це зала еротичних ляльок, єдина, куди не пускають дітей.

## Зала авторських ляльок
Якщо бути точним, то усі ляльки — авторські. Але багато імен майстрів — загубилося в часі. Зала авторських ляльок — демонструє здебільшого роботи сучасних майстрів і майстринь, їх інтерпретації картин відомих художників, казкових персонажів літератури минулого чи сучасних творів.

## Адреса
- Санкт-Петербург, 199048, Васильевский остров, вул. Камская, 8, ст. метро «Василеостровская».
- Працює щоденно 10-18.00, без вихідних.